# Minnah Karlsson
Minnah Caroline Karlsson, född 26 mars 1989 i Hallstavik, är en svensk sångerska som kom på andra plats i Idol 2010, där hon i finalen ställdes mot Jay Smith. Minnah Karlsson är, förutom Fillip Williams, den enda i Idol som röstats ut i en veckofinal, för att sedan komma tillbaka som tävlande då en annan deltagande valt att hoppa av.
Debutalbumet Minnah Karlsson är ett album med låtar som hon framfört i Idol 2010. Minnah Karlsson deltog även i Idol Live! Turné, där hon och de andra nio deltagarna åkte på turné runt om i Sverige. 6 april 2011 uppträdde hon i Sony Musics livesatsning Live Social. Under spelningen sjöng Karlsson sex låtar, bland annat de egna "He" och "Hey".

## Diskografi

### Singlar
- 2010 – "All I Need is You" (Finns även på Det bästa från Idol 2010)
- 2015 – "Pale Skies"[5]

### Samlingsalbum
- 2010 – Det bästa från Idol 2010 – Audition (Not Ready To Make Nice)
- 2010 – Det bästa från Idol 2010 (Piece of my heart och All I Need is You)

### Album
- 2010 – Minnah Karlsson[6][7]

### Fotnoter
1. ↑  ”Minnah Karlsson”. TV4. 21 september 2010. http://www.tv4.se/idol/artiklar/minnah-karlsson-4fbfbe5704bf72519400662c.
2. 1 2  ”Minnah och Jay i ”Idol”-final”. Svenska Dagbladet. 3 december 2010. https://www.svd.se/minnah-och-jay-i-idol-final.
3. ↑  ”final 2010-12-09”. Idol-jays blogg. TV4. Arkiverad från originalet den 14 december 2010. https://web.archive.org/web/20101214074917/http://jay.idol.tv4.se/. Läst 25 december 2010.
4. ↑  ”Sony Music presenterar Live Social”. musikindustrin.se. 3 mars 2011. http://www.musikindustrin.se/2011/03/03/digitalnytt_sony_music_presenterar_live_social/.
5. ↑  ”Minnah har släppt sin första egna singel”. Norrtelje tidning. 27 oktober 2015. http://www.norrteljetidning.se/kultur/minnah-har-slappt-sin-forsta-egna-singel. Läst 24 juni 2017.
6. ↑  ”Minnah släpper debutalbum”. TV4. 14 december 2010. http://www.tv4.se/idol/artiklar/minnah-sl%C3%A4pper-debutalbum-4fbfd74504bf7251940085ee.
7. ↑  ”Idol 2010: Minnah Karlssons och Jay Smiths debutalbum snart ute”. Poplight. 16 december 2010. Arkiverad från originalet den 24 december 2010. https://web.archive.org/web/20101224090203/http://poplight.zitiz.se/artikel/idol-2010-minnah-karlssons-och-jay-smiths-debutalbum-snart-ute.